# Muzeum Bardo
Muzeum Bardo – założone pod koniec XIX wieku muzeum archeologiczne w Bardau, w północno-wschodniej Tunezji, w zespole miejskim Tunisu, w gubernatorstwie Tunis. Jest największym muzeum archeologicznym w Tunezji. Wśród zbiorów znajduje się wiele cennych zbiorów rzymskich mozaik, rzeźb i kamiennych sarkofagów.

## Historia
Muzeum zajmuje XIX-wieczny budynek dawnego pałacu bejów z dynastii Husajnidów, który został wzniesiony za czasów panowania beja Tunisu Muhammad Beja (1855–1859), w typowym dla XIX-wiecznej Tunezji stylu eklektycznym.
Zbiory późniejszego muzeum zostały zapoczątkowane w 1860 przez Muhammada, syna premiera Tunezji Mustafy Chaznadara, który zainteresował się posągami pałacowymi z Manuby i zaczął je kolekcjonować wraz ze stelami, elementami architektonicznymi i inskrypcjami. Część zbiorów została rozgrabiona po buncie pałacowym, a po nastaniu francuskiego protektoratu w 1881 część trafiła do Luwru. Oficjalną datą rozpoczęcia działalności muzeum był 7 maja 1888. W początkowym okresie funkcjonowało jako Muzeum Alidzkie (Al-Mathaf al-Alawi – od imienia panującego w latach 1882–1902 Alego Beja). Po roku działalności muzeum pozyskało dodatkowy budynek zwany Małym Pałacem, w którym umieszczono zbiory sztuki muzułmańskiej. W 1958, po odzyskaniu przez Tunezję niepodległości, muzeum zostało przekształcone w muzeum narodowe.

## Zbiory
Zbiory są eksponowane w trzykondygnacyjnym budynku poprzedzonym portykiem, z licznymi salami, dziedzińcami i tarasami. Wśród zbiorów znajduje się wiele cennych zbiorów rzymskich mozaik, rzeźb i kamiennych sarkofagów. Liczne prehistoryczne kolekcje, składają się z artefaktów z terenu historycznej prowincji Africa Proconsularis i prezentują osiągnięcia kultury rzymskiej, greckiej, punickiej oraz chrześcijańskiej i arabsko-muzułmańskiej ze wszystkich regionów Tunezji. Zdaniem Lópeza Monteagudo i Blazqueza Martíneza, autorów publikacji o historii i zbiorach muzeum, na zwiedzających przytłaczające wrażenie sprawiają eksponowane w ogromnej ilości mozaiki, które nie są poszeregowane według miejsc pochodzenia.

## Zamach terrorystyczny w 2015
18 marca 2015 grupa terrorystów z tzw. Państwa Islamskiego opanowała budynek muzeum i zabiła 23 osoby, w tym obywateli Japonii, Włoch, Kolumbii, Hiszpanii, Australii, Polski i Francji. Ponad 40 osób zostało rannych. Do niewoli zostało wziętych kilkunastu zakładników. Tunezyjscy antyterroryści zabili dwóch napastników i oswobodzili zakładników.